# Chions
Die Gemeinde Chions  (furlanisch Cjons) liegt in Nordost-Italien in der Region Friaul-Julisch Venetien. Sie liegt nördlich von Pordenone und hat 5054 Einwohner (Stand 31. Dezember 2023).
Die Gemeinde umfasst neben dem Hauptort Chions vier weitere Ortschaften und Weiler: Basedo, Taiedo, Torrate und Villotta. Die Nachbargemeinden sind Azzano Decimo, Cinto Caomaggiore (VE), Fiume Veneto, Pramaggiore (VE), Pravisdomini, San Vito al Tagliamento und Sesto al Reghena.